# Italianen

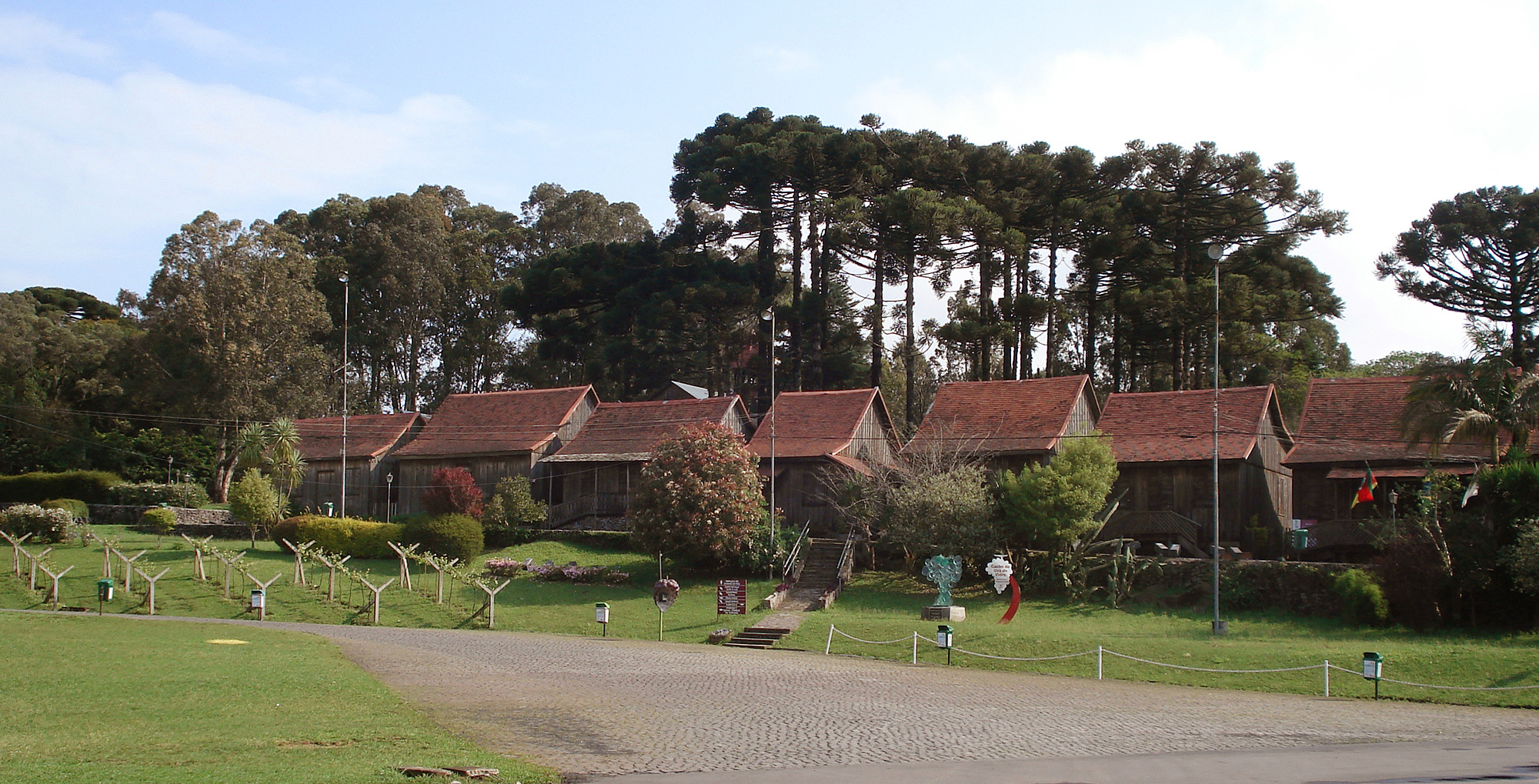
Replica van een typisch dorp van Italiaanse immigranten uit Veneto in zuidelijk Brazilië

De Italianen zijn een van de Indo-Europese volkeren in Europa. Italianen spreken gewoonlijk Italiaans en zijn overwegend rooms-katholiek.
Er zijn naar schatting zo'n 100 miljoen Italianen of mensen van Italiaanse afkomst. Ruim de helft hiervan (60 miljoen) woont in Italië. In Zwitserland wonen circa 500.000 Italianen en in San Marino circa 28.000. Kleine groepen autochtone Italianen wonen in Frankrijk (vooral in de regio van Nice), Slovenië en Kroatië. De overige 43 miljoen zijn voor het merendeel Italiaanse emigranten en hun nakomelingen, die voornamelijk verspreid over Noord-Amerika, Zuid-Amerika en West-Europa leven.
Italianen dienen niet verward te worden met Italiërs, die in het laatste millennium voor Christus Italië bewoonden, en die Italische talen spraken.